# Archivos Latinoamericanos de Nutrición

Archivos Latinoamericanos de Nutrición (ALAN) es una revista científica, arbitrada e indizada que fue designada como órgano oficial de divulgación de la Sociedad Latinoamericana de Nutrición (SLAN). Esta revista publica diversos artículos científicos especializados en el área de la alimentación y nutrición humana, así como otras área afines como la bioquímica nutricional aplicada, nutrición clínica, nutrición pública y comunitaria, educación en nutrición, ciencia y tecnología de alimentos, microbiología de alimentos, entre otras.

## Historia
Archivos Latinoamericanos de Nutrición nació inicialmente como "Archivos Venezolanos de Nutrición", una publicación científica dedicada exclusivamente a la Nutrición que se creó en 1950, por el Instituto Nacional de Nutrición (INN) de Venezuela, como respuesta a la aspiración de centralizar en una edición especializada a las investigaciones que se publicaban en revistas de carácter general o de biología.
En 1965 el INN cedió la revista a la recién creada Sociedad Latinoamericana de Nutrición (SLAN), y desde ese entonces se denominó Archivos Latinoamericanos de Nutrición (ALAN). En la sesión de fundación llevada a cabo en marco del Congreso de Nutrición del Hemisferio Occidental, en la Ciudad de Chicago, Illinois, EE. UU., se decidió que ALAN fuese la publicación oficial de esta sociedad. La ahora revista internacional, publicó su primer número en septiembre de 1966, con el volumen 16 ya que continuó con la numeración de los volúmenes de su antecesora.
En 1978, se traslada la edición de ALAN al Instituto de Nutrición de Centro América y Panamá (INCAP) con sede en Guatemala. Esta tarea fue realizada hasta el año 1991, cuando  luego del Congreso de Puerto Rico se decide que ALAN se edite nuevamente desde Venezuela. En 1992, se reactiva la edición en Caracas, bajo la responsabilidad del Capítulo Venezolano de la Sociedad Latinoamericana de Nutrición. Para ese momento se adoptó la tecnología de la época al proceso editorial, al aceptar los manuscritos en disquetes y utilizar el fax para la revisión por pares, que más adelante fueron reemplazados por el correo electrónico para las labores de gestión editorial. 
En la actualidad la oficina editorial de la revista se encuentra en las instalaciones de la Fundación Bengoa en la ciudad de Caracas-Venezuela.